# Rivière Laval
Pour les articles homonymes, voir Laval.
La rivière Laval est une rivière à saumon, coulant du nord au sud, dans le territoire non organisé du Lac-au-Brochet et dans les municipalités de Colombier et de Forestville, dans la municipalité régionale de comté de La Haute-Côte-Nord, dans la région administrative de la Côte-Nord, au Québec, au Canada.
La partie inférieure du bassin versant de la Rivière Laval est desservie par la route 138 qui la traverse à 5,9 km de son embouchure. Le reste de la vallée est desservi par une route forestière secondaire se reliant vers le sud à la route 138,.
La foresterie constitue la principale activité économique du secteur ; les activités récréotouristiques, en second. La partie sud du lac Girouard comporte une zone de chalets.
La surface de la rivière Laval est habituellement gelée de la fin novembre au début avril, toutefois la circulation sécuritaire sur la glace se fait généralement de la mi-décembre à la fin mars.

## Géographie
La rivière Laval prend sa source au lac septembre (longueur : 1,2 km ; altitude : 297 m), situé dans le territoire non organisé du Lac-au-Brochet, dans les municipalités régionales de comté (MRC) de la Haute-Côte-Nord. Ce lac est situé dans la zec de Forestville,.
Dans son parcours vers le sud, la rivière Laval coule sur 72 km, dont environ 14 km dans la zec de Forestville ; puis sur 12 km (hors de la zec de Forestville), dans la municipalité de Colombier, avant de traverser sur 2,7 km le lac-à-Jacques (long de 3,2 km). À partir de ce lac, la rivière parcourt 14 km avant de se déverser dans la baie Laval, située au nord-est du village de Forestville. Dans le dernier segment de son parcours, elle coule sur 4,7 km dans la municipalité de Forestville.
À partir de la limite nord-Est de la municipalité de Colombier, la rivière Laval coule sur 33,2 km selon les segments suivants :
- 4,2 km) vers le sud-est dans la municipalité de Colombier en serpentant et en recueillant la décharge (venant de l'ouest) du lac de la Bonne Heure jusqu'à la décharge (venant du nord-est) des lacs MacDonald et Madeleine ;
- 7,9 km) (ou 2,8 km en ligne directe) vers le sud en serpentant jusqu'à la rive nord-est du lac à Jacques ;
- 2,5 km) vers le sud en traversant le lac à Jacques (longueur : 3,2 km ; altitude : 59 m) ;
- 13,5 km) vers le sud en formant un grand S et en coupant la route 138 en fin de segment ;
- 2,1 km) vers le sud-est dans Forestville jusqu'à la confluence de la rivière aux Pins (rivière Laval) (venant de l'ouest) ;
- 3,0 km) vers le sud jusqu'à son embouchure[1].

En remontant la rivière à partir de la baie Laval, on rencontre deux rapides : le rapide-de-la-Gaine (après 2,7 km) et le rapide-à-Goudreault (à 5,9 km). À partir de son embouchure naturelle (à marée haute) située du côté est du hameau Baie-Laval, le courant traverse le grès de la baie Laval jusqu'à 2,8 km à marée basse, soit jusqu'au détroit entre la Pointe Laval et l'Île Laval. La baie Laval (incluant la baie des Chevaux et la baie Didier) s'étire jusqu'à 5,3 km (sens est-ouest) en longeant la rive nord du fleuve Saint-Laurent ; à marée basse cette zone devient du grès.
L'embouchure naturelle de la rivière Laval est située à :
- 4,6 km au nord du centre-ville de Forestville ;
- 41,2 km au sud-est de l'embouchure du lac de tête ;
- 80,7 km au sud-est du centre-ville de Baie-Comeau.

## Toponymie
Le toponyme de « rivière Laval » a été officialisé le 5 décembre 1968 à la Banque des noms de lieux de la Commission de toponymie du Québec.